# Rodenbourg
Rodenbourg (en luxemburguès: Roudemer; en alemany: Rodenburg) és una vila de la comuna de Junglinster, situada al districte de Grevenmacher del cantó de Grevenmacher. Està a uns 13,9 km de distància de la ciutat de Luxemburg.

## Història
Rodenbourg era comuna fins a l'1 de gener de 1979, quan es va incorporar al municipi de Junglinster. Es va adoptar La llei de la fusió de Rodenbourg i Junglinster es va adoptar el 23 de desembre 1978.